# Mangoesten
Mangoesten (Herpestidae) zijn een familie van kleine  roofdieren. 

## Leefwijze
Mangoesten voeden zich met insecten, krabben, wormen, hagedissen en andere kleine beesten (soms ook eieren en fruit), maar ze zijn bekender omdat ze giftige slangen zoals de cobra kunnen doden. De lengte bedraagt tussen 30 en 120 cm.

## Taxonomie
Mangoesten werden tot de jaren 1990 tot de familie civetkatachtigen (Viverridae) gerekend. Daarna werden ze opgevat als een aparte familie, die ook de onderfamilie Galidiinae uit Madagaskar omvatte. Die is later naar de familie Madagaskarcivetkatten (Eupleridae) verplaatst met de andere civetkatachtigen uit Madagaskar.

## Verspreiding en leefgebied
Mangoesten komen voor in Azië, Afrika, de Caraïben en Zuid-Europa.

## Onderverdeling
De familie omvat de volgende soorten:
- Geslacht Herpestides (uitgestorven)
- Geslacht Atilax
  - Moerasmangoeste (Atilax paludinosus)
- Geslacht Bdeogale
  - Ruigstaartmangoeste (Bdeogale crassicauda)
  - Jacksons mangoeste (Bdeogale jacksoni)
  - Zwartvoetmangoeste (Bdeogale nigripes)
  - Bdeogale omnivora
- Geslacht Koesimansen (Crossarchus)
  - Alexanderkoesimanse (Crossarchus alexandri)
  - Angolakoesimanse (Crossarchus ansorgei)
  - Koesimanse (Crossarchus obscurus)
  - Platkopkoesimanse (Crossarchus platycephalus)
- Geslacht Cynictis
  - Vosmangoeste (Cynictis penicillata)
- Geslacht Dologale
  - Afrikaanse tropische savannemangoeste (Dologale dybowskii)
- Geslacht Dwergmangoesten (Helogale)
  - Ruigharige dwergmangoeste (Helogale hirtula)
  - Dwergmangoest (Helogale parvula)
- Geslacht Herpestes
  - Herpestes flavescens
  - Egyptische ichneumon (Herpestes ichneumon)
  - Herpestes ochraceus
  - Herpestes pulverulentus
  - Slanke mangoeste (Herpestes sanguineus)
- Geslacht Ichneumia
  - Witstaartmangoeste (Ichneumia albicauda)
- Geslacht Liberiictis
  - Liberiakoesimanse (Liberiictis kuhni)
- Geslacht Zebramangoesten (Mungos)
  - Gambiamangoeste (Mungos gambianus)
  - Zebramangoeste (Mungos mungo)
- Geslacht Paracynictis
  - Grijze meerkat (Paracynictis selousi)
- Geslacht Rhynchogale
  - Mellermangoeste (Rhynchogale melleri)
- Geslacht Suricata
  - Stokstaartje (Suricata suricatta)
- Geslacht Urva
  - Urva auropunctata
  - Kortstaartmangoeste (Urva brachyura)
  - Indische ichneumon (Urva edwardsii)
  - Urva fusca
  - Indische mangoeste (Urva javanica)
  - Bonte mangoeste (Urva semitorquata)
  - Urva smithii
  - Krabbenetende mangoeste (Urva urva)
  - Streepnekmangoeste (Urva vitticollis)
- Geslacht Xenogale
  - Langsnuitmangoeste (Xenogale naso)